# Capertee River
Der Capertee River ist ein Fluss im Osten des australischen Bundesstaates New South Wales. 
Nördlich der Kleinstadt Bogee entsteht er am Zusammenfluss von Bogee Nile Creek und Teatree Creek. Er fließt zunächst nach Süden, bevor er scharf nach Südosten abbiegt. Bei Glen Davis tritt er in den Wollemi-Nationalpark und gleichzeitig in ein tiefes Tal ein, das die Great Dividing Range an dieser Stelle durchschneidet.
Im unbesiedelten Nationalpark, wo er durch keinerlei Straßen erschlossen ist, nimmt er seinen wichtigsten Nebenfluss, den Wolgan River auf und bildet schließlich zusammen mit dem Wollemi Creek den Colo River.